# Sleazy
Sleazy è un brano musicale della cantautrice statunitense Kesha, estratto come primo singolo promozionale dal suo EP Cannibal. Sleazy è stata scritta da Kesha Sebert, Lukasz Gottwald, Benjamin Levin, Shondrae Crawford e Klas Åhlund e prodotta da Bangladesh, Dr. Luke e Benny Blanco. È stata pubblicata su iTunes il 2 novembre 2010 ed è entrata alla posizione numero 51 negli Stati Uniti e alla 46 in Canada grazie alle forti vendite digitali.
Esiste anche un remix della canzone in collaborazione con il rapper André 3000, poi inserito nell'album di remix della cantante, uscito a marzo 2011. La collaborazione è nata quando Kesha gli ha inviato una copia della canzone, sperando che gli piacessere per collaborarvi. La critica è stata generalmente positiva: è stato detto che il pezzo è una grande canzone da club che sembra trarre ispirazione dalla musica di grandi artisti di musica dance come Jennifer Lopez, Gwen Stefani e Lil Wayne.

## Stile
Sleazy è un brano della durata di tre minuti e venticinque secondi. Il testo è una critica verso i ricchi che cercano di comprarsi l'attenzione di Kesha. Contiene anche illusioni esplicite, come "Rat tat tat on your dumb dumb drum, the beat so fat gonna make me cum, um um um, over to your place." Vocalmente, la canzone segue lo stile dei singoli precedenti, nei quali la cantante usa il suo "cantare-rappando". I vari versi si coprono l'un l'altro all'inizio e alla fine e talvolta la voce è alterata grazie all'Auto-Tune. Gli strumenti musicali consistono in un tuonante basso accompagnato da una ticchettante batteria. La critica ha notato che Sleazy richiama canzoni come Hollaback Girl di Gwen Stefani per il suo stile e Love Don't Cost a Thing di Jennifer Lopez per il suo atteggiamento, nonché A Milli di Lil Wayne. Josh Langhoff di PopMatters, tuttavia, ha inoltre notato somiglianze con lo stile di M.I.A.. Jocelyn Vena di MTV News ha commentato che Sleazy "calza a pennello nella festosa discografia di Kesha". Daniel Brockman di The Boston Phoenix ha scritto che la canzone contiene "un tribale beat anti-borghese". Bill Lamb ha notato che la produzione di Bangladesh "gonfia il divertimento e la vivacità dei club".

## Remix
Della canzone è stato creato un remix in collaborazione con André 3000 contenuto nell'album I Am the Dance Commander + I Command You to Dance: The Remix Album. Il remix è stato pubblicato il 18 gennaio 2011 su iTunes. Kesha ha spiegato a Rap-Up durante un'intervista che è riuscita a convincerlo a fargli cantare una strofa della canzone. "Gli ho inviato il brano ed ero pienamente consapevole che non aveva collaborato con molti altri artisti negli ultimi cinque anni. Ma alla fine gli è piaciuto. Ci siamo telefonati, e ha detto, 'Con un carisma come quello, diventerai sicuramente una rapper.' È stato il più grande complimento che abbia mai sentito. Arrivava da un dio!" Ha poi affermato che André 3000 era "uno dei [suoi] musicisti, autori e rapper preferiti di sempre." La strofa cantata da André parla di un ragazzo che racconta del suo rapporto con il suo padre fannullone e con Kesha. Il 9 dicembre 2011 è uscito un altro remix della canzone, intitolato Sleazy Remix 2.0: Get Sleazier, e include la partecipazione dei rapper Lil Wayne, Wiz Khalifa, T.I. e André 3000. Il remix è entrato alla quindicesima posizione della classifica digitale statunitense vendendo 63 000 copie.

## Critica

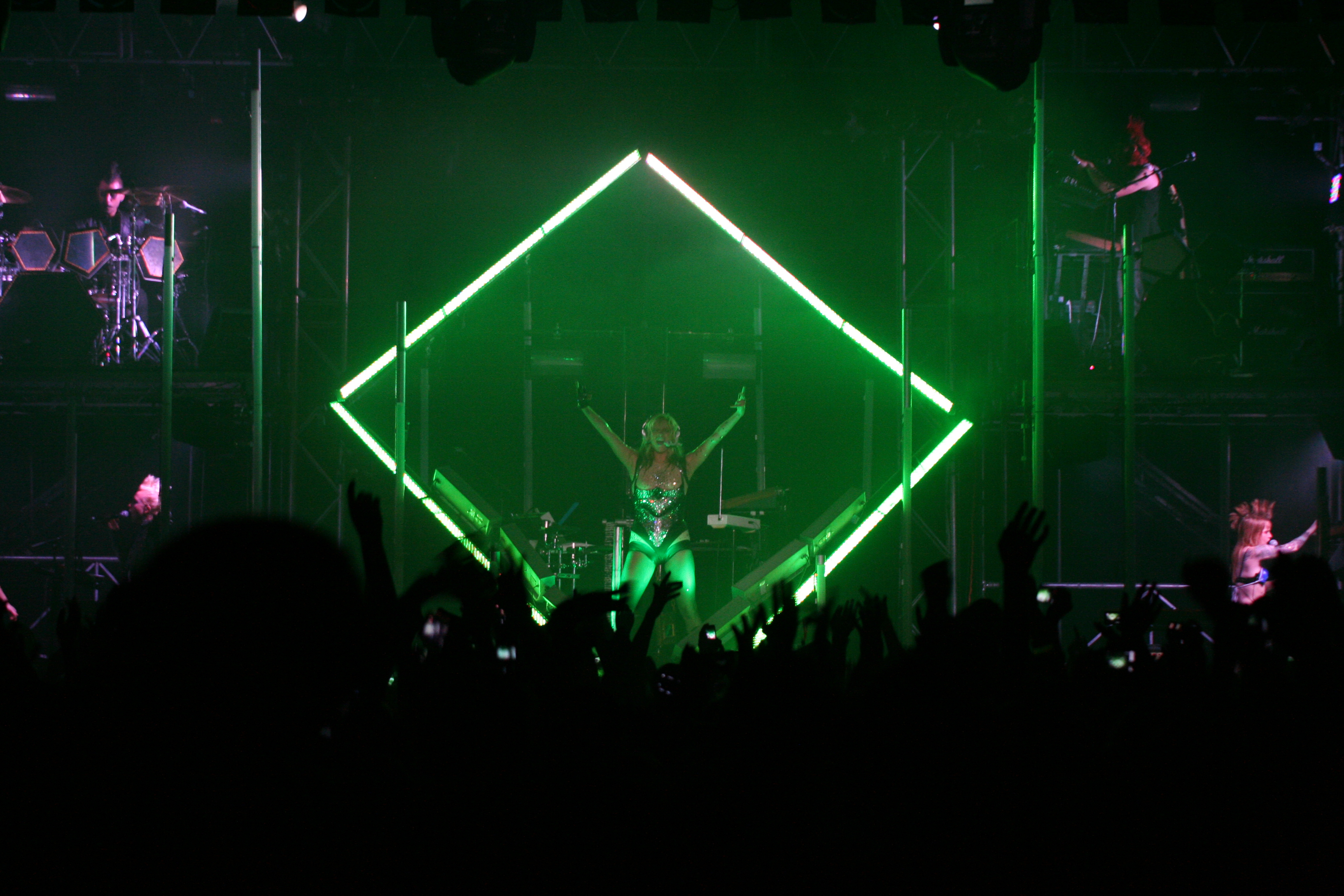
Kesha canta Sleazy in una tappa australiana del suo Get Sleazy Tour.

Stephen Thomas Erlewine di AllMusic ha definito Sleazy "à propos". Jocelyn Vena di MTV ha accolto la canzone con una critica positiva, scrivendo che era "gloriosamente esplosiva grazie al beat deciso e allo strano, memorabile testo". Nadine Cheung di AOL Radio pensa che il brano sia in molti versi molto simile a We R Who We R", scrivendo: "seguendo il singolo precedente di gran successo, We R Who We R, Sleazy è completamente nello stile di Kesha, la cantante di Nashville usa il suo stile da rapper per sfuggire alla vita di lusso: I don't need you or your brand new Benz, or your bourgie friends / I don't need love lookin' like diamonds / Lookin' like diamonds." Chad Grischow di IGN ha notato che "Kesha ha quel carattere da 'sono in bancarotta e ne vado fiera' e si distingue dal mondo dei cantanti pop, che nuotano nei soldi". Gary Graff di Billboard ha affermato che "l'aggiunta del produttore Bangladesh per la marziale Sleazy lascia a Kesha l'opportunità di poter affondare i suoi denti in molti altri tipi di musica in Cannibal."
Josh Langhoff di PopMatters ha notato che, nonostante il rap non sia il genere di Kesha, "si capisce che ci lavora sodo, in quanto riesce a pronunciare bene un ben costruito intreccio di rapide sillabe." Leah Greenblatt di Entertainment Weekly definisce Sleazy una traccia "scaricabile", definendola "un brano da ballare con il boombox". Sal Cinquemani ha commentato che la produzione di Sleazy, nonostante includa persone come Bangladesh e Klas Åhlund, non è stata sufficiente per far creare a Kesha qualcosa di significativo.

## Classifiche

### Versione originale
| Classifica (2010) | Posizione massima |
| ----------------- | ----------------- |
| Canada            | 46                |
| Stati Uniti       | 51                |

### Sleazy 2.0
| Classifica (2011) | Posizione massima |
| ----------------- | ----------------- |
| Canada            | 74                |
| Stati Uniti       | 37                |